# Schlumberger

Logo dat gebruikt werd tot oktober 2022.

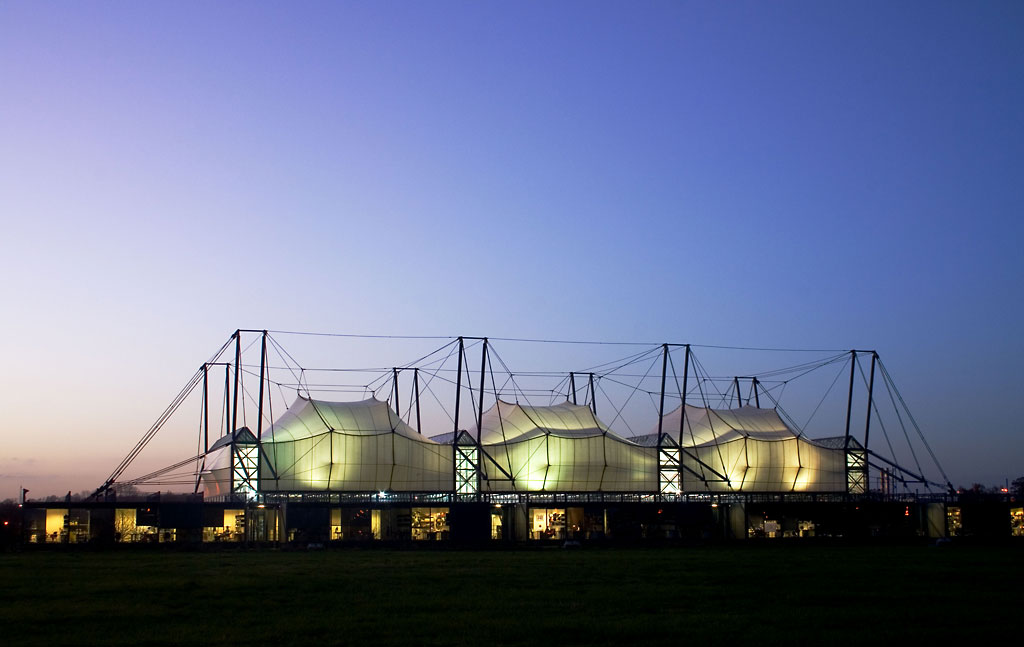
Het research centre van Schlumberger in Cambridge.

Schlumberger (SLB) is een internationaal bedrijf dat actief is in de olie-industrie. Schlumberger is uitgegroeid tot de grootste op het gebied van metingen in het boorgat (wireline logging) en heeft inmiddels meer dan 125.000 werknemers. Ze zijn actief in zo'n 80 landen over de gehele wereld en hebben hun hoofdkantoor in Houston, Texas. In Nederland heeft het een hoofdkantoor in Den Haag, en vestigingen in IJmuiden, Coevorden, Scheveningen, Delft en Barendrecht .

## Geschiedenis
De oprichters van Schlumberger waren de gebroeders Conrad en Marcel Schlumberger. De familie Schlumberger was een rijke familie woonachtig in de Elzas in Frankrijk in de 19e en 20e eeuw. Daarom wordt de naam Schlumberger ook op zijn Frans uitgesproken, en niet op zijn Duits. Twee van de Schlumberger-zonen, Conrad en Marcel begonnen, na in Parijs gestudeerd te hebben, te experimenteren met het meten van de elektrische geleiding aan het oppervlak, om zodoende de ondergrond in kaart te brengen. Toen de methoden interessant voor de mijnbouw bleken te zijn, werd in 1919 het bedrijf Société de Prospection Électrique opgericht, wat uitgroeide tot het latere Schlumberger.
Na een aantal jaren van kleine successen met oppervlaktemetingen om ijzererts op te sporen, werd hen gevraagd of deze methode ook gebruikt kon worden om olie te zoeken. Met succes werd een olieveld in Roemenië in kaart gebracht en al snel volgden contracten voor de Koninklijke Olie en later voor Royal Dutch Shell. De volgende stap werd in 1927 genomen, toen de elektrische meetmethode in een boorgat met groot succes werd getest in een put in het Franse Pechelbronn. Het principe van deze eerste weerstandslog wordt nog steeds toegepast in boorgaten. De weerstand is namelijk een indicatie voor het belangrijkste gegeven, namelijk of er olie dan wel water zit. Nog steeds wordt Conrad algemeen gezien als de grondlegger van de geofysica. Na deze eerste log is het heel snel gegaan. Contracten in Venezuela, Rusland en India, gevolgd door het openen van een filiaal in Houston in 1934, en volop werk in Noord- en Zuid-Amerika.
In 1946 werd het eerste Research Center geopend en in 1956 registreerde Schlumberger Limited zich op Curaçao en in 1962 werden de aandelen verhandeld op de New York Stock Exchange.
In de jaren die volgden groeide Schlumberger flink en nam diverse bedrijven over, waaronder het bedrijf Anadrill. Heden ten dage spelen ze een belangrijke rol in de petro- en de geofysica. Naast het kleinere Baker Hughes is het bedrijf verantwoordelijk voor de metingen die bij het boren naar olie gedaan worden, alsmede de analyse van de logs die gemaakt worden van de metingen.
In augustus 2015 kondigde Schlumberger de overname van branchegenoot Cameron International Corporation aan. Schlumberger was bereid $12,7 miljard in contanten en aandelen te betalen. Na afronding van de transactie in 2016 kregen de Cameron aandeelhouders circa 10% in handen van het gecombineerde bedrijf. In 2014 zou de gezamenlijke omzet van de twee uitkomen op $59 miljard. Het concern voorzag in het eerste jaar en tweede jaar synergievoordelen vóór belastingen ter waarde van respectievelijk circa $300 miljoen en $600 miljoen.